# Scathophaga fontinalis
Scathophaga fontinalis är en tvåvingeart som först beskrevs av Camillo Rondani 1867.  Scathophaga fontinalis ingår i släktet Scathophaga och familjen kolvflugor. Inga underarter finns listade i Catalogue of Life.